# Cistícola del Luapula
La cistícola del Luapula (Cisticola luapula) és una espècie d'ocell passeriforme de la família Cisticolidae pròpia de l'interior més septentrional de l'Àfrica austral.
El nom fa referència al riu Luapula ja que la vall del riu forma part de l'àrea de distribució.

## Taxonomia
Fou descrit científicament en 1933 per l'ornitòleg britànic Hubert LynesHubert Lynes. Anteriorment fou considerada una subespècie de la cistícola ala-rogenca (Cisticola galactotes), però ara es consideren espècies separades. No se reconeixen subespècies diferenciades.

## Hàbitat i distribució
Es troba en les regions interiors del sud d'Àfrica central i el nord de l'Àfrica austral, distribuït per l'est d'Angola, la rodalia del llac Mweru (sud-est de la RDC), Zàmbia, el nord i nord-est de Namíbia, el nord de Botswana i el nord-oest de Zimbàbue.
L'hàbitat natural són els aiguamolls i els herbassars humits o estacionalment inundables.